# Koravanagundi, Nagamangala
Koravanagundi là một làng thuộc tehsil Nagamangala, huyện Mandya, bang Karnataka, Ấn Độ.